# Триангуляция (архитектура)
Триангуляция (лат. ad triangulum — по треугольнику) — способ пропорционирования здания (нахождения оптимальных отношений размеров целого и частей) на основе системы равносторонних или равнобедренных треугольников.

Схема разбивки плана средневекового храма на основе построения равностороннего треугольника. Система «вторичных лучей» определяет ширину боковых нефов. Чертёж В. Г. Власова по Б. Р. Випперу. 2008 г.

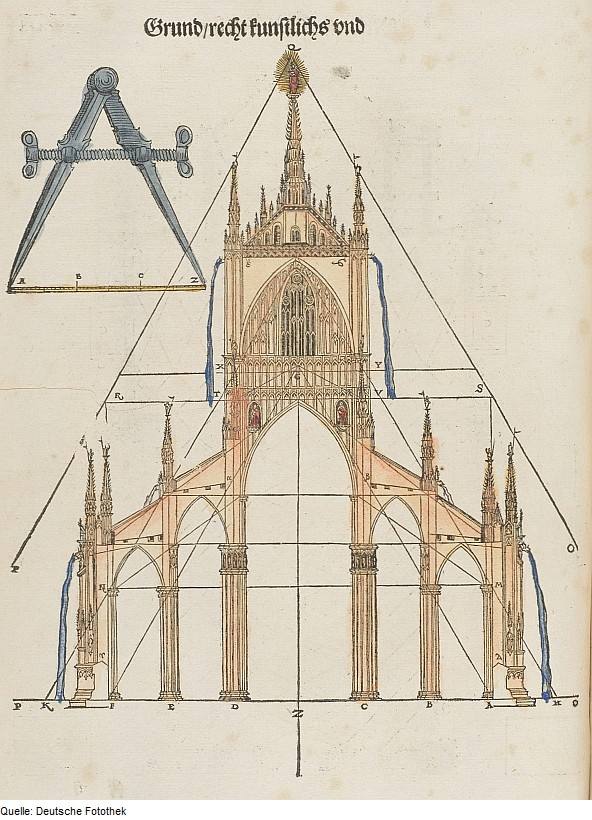
Триангуляция Миланского собора в поперечном сечении по средокрестию. Чертёж. Ксилография 1547 г.

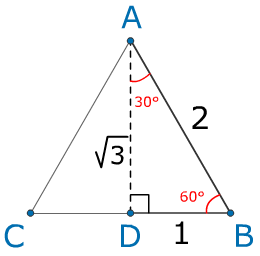
Пропорции равностороннего треугольника

Такой способ получил распространение наряду с квадратурой в Средние Века, в особенности при строительстве больших кафедральных соборов готического стиля. Ему придавали мистическое значение, поскольку равносторонний треугольник — символ Пресвятой Троицы. В качестве основы системы измерения использовали равносторонний, пифагорейский, или «египетский», треугольник, отношения сторон которых включают иррациональные числа, трудные для вычислений. Например, отношение половины стороны (основания сооружения) к стороне и высоте равностороннего треугольника: 1: 2: {\displaystyle {\sqrt {3}}}. Этим обусловлены простые строительные приёмы, требующие лишь мерных шнуров и шаблонов.
Так, согласно реконструкции Б. Р. Виппера, это могло выглядеть следующим образом. На выбранной строительной площадке ровно в полдень в землю вкапывали жердь — гномон (указатель), обозначающий центр главного, западного фасада будущего здания (W). Полуденное солнце в средних широтах отбрасывает тень от гномона точно на север (N), и в этом направлении откладывали половину ширины фасада. Другую половину отмеряли в противоположную сторону (S). Затем на полученной ширине главного фасада с помощью мерных шнуров выстраивали на земле равносторонний (в иных случаях равнобедренный) треугольник. Его вершина отмечала половину длины главного нефа будущего храма. Потом зеркально выстраивали второй треугольник. Медиана треугольников, перпендикулярная к линии фасада, определяла среднюю линию главного нефа храма, ориентированную по оси запад — восток (W-E). Основания треугольников делили на четыре равные части. Это давало правильное соотношение ширины главного нефа и двух боковых, которые полагалось делать вдвое уже. Точки пересечения малых треугольников намечали места будущих опор. Такую триангуляцию можно было дробить до бесконечно малых величин, переносить в вертикальную плоскость, определяя основные конструктивные точки фасадов и внутреннего устройства здания.
При закладке Миланского собора в 1387 году пригласили зодчих из Германии и Франции, которые поспорили: строить ли храм по «германскому способу» (ad quadratum) — на основе квадрата и его диагонали — или по «французскому способу» (ad triangulum) — на основе равностороннего треугольника. Чертёж поперечного сечения Миланского собора (по средокрестию), выполненный в 1391 г. Габриэле Сторналокко из Пьяченцы, приведён в итальянском издании трактата Витрувия «Десять книг об архитектуре» 1521 года. Этот чертёж наглядно демонстрирует «связанную систему», в которой основные конструктивные точки собора вписаны не только в равносторонние треугольники, но и в концентрические окружности. Такая система придаёт наибольшую прочность и зрительную цельность всему сооружению.
Существует легенда, согласно которой секрет триангуляции привезли из Святой земли рыцари ордена тамплиеров (храмовников). Они будто бы обнаружили тайные чертежи с описанием «совершенной геометрии» на месте разрушенного храма Соломона, который во все века почитали в качестве символического прообраза всех христианских храмов.
Однако на самом деле изысканная геометрия средневековых строителей — результат длительного развития, многовековой практики методом проб и ошибок, о чём говорят периодически повторявшиеся обрушения, технические сложности и преодоления неудач ценой гибели людей. Появление детальных архитектурных чертежей отмечено документально только с XIV века.
Принципы триангуляции позволяли создавать «связанную систему», обладающую одновременно простотой и прочностью. Но символизм архитектурного творчества проявлялся в том, что триангуляцию применяли там, где в этом не было конструктивной необходимости. Например в орнаментах, ажурных переплётах окон готических витражей, резьбе по дереву и камню, в трифолиях и квадрифолиях. В этих случаях проявлялся характерный для искусства готики принцип миниатюризации: большое (план собора) отражался как в зеркале в малом (рисунок орнамента). Подобие форм — один из принципов гармонии.